# نصرت امین
سیده نصرت‌بیگم امین معروف به بانو امین (زادهٔ ۱۲۶۵خ/ ۱۳۰۸ق – درگذشتهٔ ۱۳۶۲خ/ ۱۴۰۳ق) از عالمان و عارفان زن شیعه اهل ایران بود. او دارای اجازهٔ اجتهاد بود و به برخی از مجتهدین بزرگ مانند سید شهاب‌الدین مرعشی نجفی اجازه نقل حدیث و روایت داد.

## زندگی
امین در سال ۱۲۶۵ خورشیدی (۱۳۰۸ق) در اصفهان در خاندانی تاجر متولد شد. نَسَبش با سی واسطه به علی بن حسین می‌رسد. از چهار سالگی به فراگرفتن قرآن و از یازده سالگی به تحصیل زبان عربی پرداخت. با اینکه در پانزده سالگی ازدواج کرد، اما همراه با همسرداری و تربیت فرزندانش، به تحصیل علم اسلامی نیز ادامه داد. در بیست سالگی به تحصیل فقه و اصول، تفسیر و علم حدیث پرداخت، به زودی به حکمت و فلسفه و در پی آن به عرفان روی آورد. علی‌رغم تمام مشکلاتی که در آن دوران برای تحصیل زنان متدیّن وجود داشت، در چهل سالگی به دنبال سال‌ها تلاش شبانه‌روزی توانست به درجهٔ اجتهاد برسد.

## کسب مقام اجتهاد
وی پس از پشت سر نهادن مدارج علمی نزد استادانی چون ابوالقاسم زفره‌ای، حسین نظام‌الدین کچویی، سید ابوالقاسم دهکردی، میرزا علی شیرازی، سید علی نجف آبادی، از علما و مراجعی چون محمدکاظم شیرازی و عبدالکریم حائری، مؤسس حوزهٔ علمیه قم، سید ابراهیم حسینی شیرازی اصطهباناتی، محمدرضا نجفی اصفهانی، مرتضی مظاهری نجفی اصفهانی اجازه اجتهاد دریافت کرد.
در قسمتی از اجازه‌نامهٔ شیرازی در توصیف وی چنین آمده است:
دختر مرحوم حاج سید محمدعلی امین التجّار اصفهانی که بانویی بزرگوار، شریف، اصیل، عالم و فرزانه، برگزیده زنان زمان و مایه شگفتی دورانش می‌باشد، از کسانی است که مدت مدیدی از عمرش و زمان درازی از زندگیش را صرف تحصیل علم نموده است.

## استادان
- سید ابوالقاسم دهکردی[۸]
- میرزا علی‌اصغر شریف[۹]
- میرزا علی شیرازی[۱۰]
- ابوالقاسم زفره‌ای[۱۱]
- حسین نظام‌الدین کچویی[۱۲]
- درس تفسیر لطفیان سرگزی (حافظ کل قرآن، نهج‌البلاغه و صحیفه سجادیه) مدفون در قم، صحن اتابکی حرم معصومه
- سید علی نجف‌آبادی

## شاگردان
بتول جهانبخش (جعفری) هرندی - زینت السادات علویه همایونی - عفت الزمان امین - بتول غازی - بتول عسکری - ربابه الهی - زهرا چوب چینی - صدیقه حکیمیان - فخرالسادات قلمکاریان - محبوبه گلستانیان - بدرالسادات مدرس خاتون آبادی. معصومه لطفی سرگزی- بی‌بی ریحانه مرجانی

## آثار
وی کتاب‌های خود را با نام «بانوی ایرانی» یا «بانوی اصفهانی» به چاپ رسانده است که عبارتند از:
- اربعین الهاشمیة (عربی)

اولین تألیف وی و مشتمل بر چهل حدیث در توحید و صفات خدا و اخلاق و احکام شرع و متضمّن بیانات فلسفی، عرفانی و اصولی و فقهی. این کتاب توسط شاگرد او خانم همایونی به زبان فارسی ترجمه گردیده است.
- جامع الشتّات (عربی)

این کتاب مشتمل بر پرسش‌های متعددی است که استادانی همچون محمّدعلی قاضی طباطبایی، محمّد طه هنداوی نجفی‌زاده و سید حسن حسینی از وی پرسیده‌اند و پاسخ‌های مبسوطی که وی برای آنان نوشته است. این پرسش‌ها و پاسخ‌ها توسط شیخ مرتضی مظاهری نجفی، جمع‌آوری و تنظیم شده‌اند.
- معاد یا آخرین سیر بشر

این کتاب متذکر می‌شود که برای انسان غیر از زندگی دنیایی، حیات دیگری در پیش است که ناچار باید در سیر تکاملی، از تمام آن مراحل عبور کند و سرانجام، به عالمی برسد که فوق آن عالمی نیست و آن را «معاد و قیامت» گویند. مطالب مندرج در کتاب، در قالب نُه مقاله نگاشته شده‌اند.
- نفحات الرحمانیة فی الواردات القلبیة (عربی):

این کتاب به زبان عربی نوشته شده و دربارهٔ کشف و شهود عرفانی و مشاهدات قلبی وی است که طبق گفتهٔ خودش برایش پیش آمده است. این کتاب در سال ۱۳۸۸ توسط سید ابوتراب حسینی ترجمه تحت‌اللفظی شده و در انتشارات گنبدهای فیروزه‌ای اصفهان به {{شابک:۶-۹-۹۰۷۴۳-۶۰۰-۹۷۸}} چاپ شده است.
- تفسیر مخزن العرفان (فارسی)

این کتاب، تفسیر جامعی از قرآن است که در ۱۵ جلد به چاپ رسیده است. وی در حین نگارش این اثر، پس از تفسیر دو جزء اول، از بیم آنکه پیش از خاتمه کارش، عمر او تمام شود، تفسیر جزء سی ام را شروع می‌کند و به ترتیب آن را ادامه داده تا سرانجام در اواخر عمر، این مجموعه به پایان می‌رسد.
- روش خوشبختی و توصیه به خواهران ایمانی:

او در این کتاب سعی کرده است معنای «سعادت و خوشبختی» و راه نیل به آن را با زبانی ساده و همراه با پند و اندرزها به زنان ابلاغ کند. برای این منظور، پس از ارائه توضیح پیرامون دو رکن خوشبختی؛ یعنی «آسایش بدن و صحّت مزاج» و دیگری «آسایش فکر و استراحت خیال و آرامش روح»، که در نتیجه رعایت دو اصل اسلامی «عقیده‌ها صحیح و ایمان به مبدأ و معاد» و «اخلاق نیکو» حاصل می‌شود، به ارکان دین و ایمان می‌پردازد. در پایان کتاب نیز مباحثی پیرامون معنای توسّل به امامان شیعه و شفاعت؛ مبارزه با خرافات و وسواس؛ توصیه به خواهران ایمانی؛ امتیازات، خصوصیات و شرافت زن؛ تهذیب اخلاق؛ و اصول اخلاق نیک، مطرح شده‌اند.
- مخزن اللئالی در مناقب مولی الموالی علی (ع):

این کتاب در یک مقدّمه، پنج باب و یک خاتمه به ذکر فضایل و مناقب امام اول شیعیان می‌پردازد.
- سیر و سلوک در روش اولیاء و طریق سیر سعداء:

محتوای این کتاب در کشف و شهود و سیر الی الله است.
- اخلاق: کتاب اخلاق از «طهارة الاعراق» ابن مسکویه برگرفته شده است. بانو امین در مقدمه این کتاب می‌نویسد: «اقتباس می‌نمایم از آن دُرّ مکنون و آن دفتری که جامع و منطویّ بر طریق کسب کمالات انسانی است یعنی کتاب طهارة الاعراق…» این کتاب دارای جنبه علمی، عملی و اخلاقی است و مشتمل بر نکات و دقایق و لطایف فلسفی و نیز به عبارت فارسی رونوشت شده است.[۱۹]

## خدمات فرهنگی
وی از چهل سالگی تا پایان عمر به تألیف کتاب، تدریس و پاسخ‌گویی به پرسش‌های دینی و تأسیس مؤسسات فرهنگی مشغول بود. تأسیس مدرسه علمیه‌ای به نام مکتب فاطمه (س) که با بیش از ۶۰۰ تا ۱۰۰۰ شاگرد، در سال ۱۳۴۶ آغاز به کار کرد، از دیگر کارهای فرهنگی امین است که در اوضاع بسیار سخت فرهنگی و سیاسی جامعه صورت گرفت و زمینه تحصیل زنان علاقه‌مند به آموختن معارف اسلامی را فراهم ساخت. تأسیس چند دبیرستان دخترانه و تربیت شاگردان، بخشی از فعالیت‌های وی محسوب می‌شود. دو زن به نامهای همایونی و غازی از شاگردان برجسته وی، پس از مرگ وی به اداره امور این مدرسه پرداختند.

## واکنش نسبت به واقعه کشف حجاب
وی بیشتر در خانه بود و کمتر از خانه خارج می‌شد، ولی در ایّامی که لازم می‌دید باید دفاعی صورت بگیرد و کاری انجام شود، از منزل خارج می‌شد و به تدریس و راهنمایی زنان می‌پرداخت. وی می‌گوید:
«ای بانویی که با ادعای مسلمانی کشف حجاب نموده‌ای و با این وضعیت شرم‌آور علنی در معابر و خیابان‌ها، خودآرایی می‌نمایی! آیا فکر نمی‌کنی که با این عمل، که نباید آن را عمل کوچکی بپنداری، چه لطمه بزرگی به شریعت می‌زنی؟ ای بانوی اروپایی منش! این گناه را کوچک مشمار و اگر واقعاً مسلمانی، این طریق مسلمانی نیست. اگر عقیده به تعلیمات اسلامی نداری، بی‌دینی خود را اعلام کن که عمل قبیح تو باعث جرئت دیگران نشود و اگر علاقه‌مند به شریعت نیستی، دشمنی چرا؟ پیامبر (ص) با صنف زن بد نکرده است. در زمانی که زن‌ها در جامعه هیچ ارزشی نداشتند، برای زن حقوق قائل شده و زن را در تمام شئون اجتماعی، در ردیف مردها قرار داده است»
زمانی که صدیقه دولت‌آبادی با ایجاد «شرکت خواتین اصفهان»، به همراه جمعی از زنان همفکر خود به تبلیغ تفکر غیر دینی می‌پرداخت، بانو امین با سخنرانی در جلسات مذهبی زنان و تأسیس «کانون تبلیغات و تعلیمات دینی» و نگارش کتاب روش خوشبختی به شبهه افکنی‌های دولت‌آبادی و همفکرانش پاسخ می‌داد. سرانجام با استقبال زنان متدین اصفهان از سخنرانی‌ها و مرکز تازه تأسیس امین و بالا گرفتن اعتراضات به عملکرد شرکت خواتین اصفهان، دولت‌آبادی مجبور به تعطیلی روزنامه زبان زنان و ترک اصفهان شد.
وی در مقابل ناسیونالیسم رضا شاه، خود را «بانوی ایرانی» لقب داد.

## درگذشت
بانو امین در شب دوشنبه اوّل رمضان ۱۴۰۳ق/ ۲۳ خرداد ۱۳۶۲ درگذشت. جنازه‌اش در بقعه خانوادگی خاندان امین در تخت فولاد اصفهان، به خاک سپرده شد.

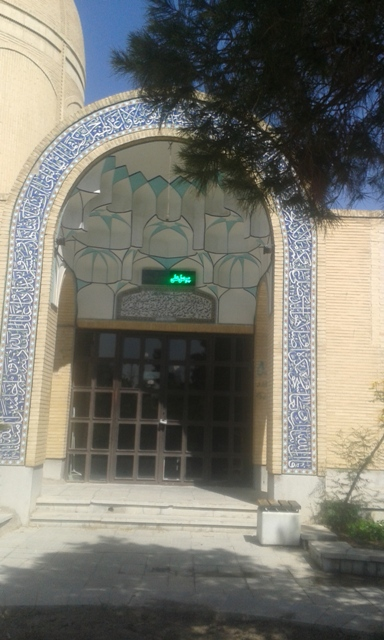
گنبد و بارگاه بانو امین

## بانو امین در کلام دیگران
افرادی همچون امینی، رحیم ارباب، طباطبایی، مرعشی نجفی، سید هاشم حداد، سید کمال الدین موسوی مقدم شیرازی، محمد تقی جعفری و مرتضی مطهری برای تجلیل از مقام علمی و معنوی بانو امین به دیدار او رفتند و در زمینه‌های علمی مربوط به خود با او سخن گفتند.
یکی از روحانیون اصفهان نقل کرده است: «چند مرتبه که حضور حضرت امام خمینی مشرف شدم، ایشان جویای حالات و اشتغالات و سلامتی بانو مجتهده امین شدند و در مقابل به منزل حاجیه خانم امین که می‌رفتم، بانوی ایرانی مقید بودند، برای سلامتی حضرت امام و موفق شدن ایشان و پیشرفت در اهداف مقدس اسلام دعا کنند.» همچنین بانو امین دربارهٔ سید روح‌الله خمینی گفته بود: «معرفت امام بالاست و عرفان ایشان به حد اعلای خود رسیده است. اگر کسی خواست، خدای ناکرده تهمتی بزند یا توهینی بکند، از قول من بگویید که بد می‌بینی.»
سید علی خامنه‌ای دربارهٔ نکوداشت و تجلیل از بانو امین می‌گوید:
تجلیل از بانوی بزرگوار اصفهانی [خانم امین] و ارائه شخصیت عرفانی و فقهی و فلسفی برجسته یک زن در کشور ما، کاری سودمند و در جهت احیای ارزش‌های اسلامی در زنان به نظر می‌رسد.
محمدتقی جعفری می‌گوید:
با توجه به آثار قلمی که از خانم امین در دسترس ما قرار گرفته است، به‌طور قطع می‌توان ایشان را یکی از علمای برجسته عالم تشیع معرفی نمود و روش علمی ایشان هم کاملاً قابل مقایسه با سایر دانشمندان بوده، بلکه با نظر به مقامات عالیه روحی که ایشان [به درک آن] موفق شده است، باید ایشان را از گروه و نخبه‌ای از دانشمندان به‌شمار آورد که به اضافه فراگرفتن دانش، به تولّد جدید در زندگی نایل می‌شوند.

## شعر برای بانو امین
به دنبال درگذشتش شاعران زیادی در وصف و رثای وی اشعاری سرودند. 

شعری از مهدیه الهی قمشه‌ای در وصف بانو امین:
| آمد بهار و فصل گل افشانی  |  | ساقی بیار باده روحانی…     |
| در فصل گل ستایش و تجلی ست |  | از آن بزرگ بانوی ایرانی    |
| آن بانوی یگانه دین پرور   |  | استاد علم و دانش قرآنی     |
| گویی ز بامداد اَلست آمد    |  | توفیق او به خدمت انسانی    |
| عمری حدیث زلف پریشان گفت  |  | تا خلق وارهد ز پریشانی     |
| بانوی اصفهانی صاحب دل     |  | می‌داد درس حکمت ایمانی…     |
| او در میان مجمع مشتاقان   |  | همچون نگین دست سلیمانی     |
| از محضر یگانه، دین ارباب  |  | آموخت بس لطایف عرفانی      |
| بانویی از ثُلاله زینب بود  |  | در روزگار خود به سخنرانی…  |
| «آتش» به وصف مردم صاحب دل |  | بلبل به شاخ گل به غزل‌خوانی |